# Fikret Kızılok
Fikret Kızılok, né à Istanbul en Turquie le 10 novembre 1946, et mort d'une maladie cardiaque le 22 octobre 2001, est un chanteur et compositeur turc qui a tenu une place importante dans le monde du rock turc.
Fikret Kızılok :  Dans les années 60, nous, les jeunes Turcs, pensions à changer le monde ; on avait des espoirs d’avenir et on avait essayé d’expliquer cela avec nos chansons et nos histoires. Nous étions progressistes. Nous avions raison. Nous étions impatients…

## Biographie

### Enfance
Il est scolarisé à l’école primaire de Galatasaray. Son premier instrument est un accordéon rouge qu'il a reçu en cadeau. Il donne son tout premier concert dans la cour de l’école le 23 avril à Taksim. À cette époque-là, sa chanson la plus célèbre est Tamzara. En 1960, il étudie au lycée de Galatasaray. Il fait connaissance de Barış Manço et de Timur Selçuk qui l'ont aidé. Il commence alors à jouer de la guitare.

### Entre 1960 -  1970: son premier disque
Vers 1965, il fait connaissance de Cahit Oben. Fikret Kızılok et Cahit Oben décident de fonder un groupe avec le bassiste Koray Oktay et le batteur Erol Ulaştır. C'est ainsi que "Cahit Oben 4" est né. Ils sortent 3 disques de 45 tours. Ils essaient de créer une atmosphère proche de celle des Beatles. Puis, Cahit Oben quitte le groupe.
En 1965, Fikret Kızılok crée un groupe du nom de Veliahtlar. En 1966, il sort son premier et dernier EP. En 1967, il commence à étudier à la faculté de médecine dentaire. En même temps, il travaille dans un groupe nommé Kaygısızlar. Il chante avec Barış Manço. En 1969, il se rend à Sivas et fait la connaissance d'Aşık Veysel. Grâce à lui, il commence à jouer d'un instrument de musique turc à cordes. Il interprète une chanson d’Aşık Veysel intitulée Uzun ince bir yoldayım. Cette chanson lui permet de devenir un chanteur très connu. En 1970, il est qualifié de meilleur chanteur[réf. nécessaire] par une enquête.
Il fera une tournée en Anatolie.

### Entre 1970 – 1976
En 1971, il compose un poème nommé Vurulmuşum. 
En 1972, il participe au festival Orfe d’or avec cette chanson en Bulgarie.
En 1973, choqué par la mort d'Aşık Veysel, Fikret Kızılok casse son instrument de musique turc à cordes et arrête de chanter. Il continue à étudier à la faculté de médecine dentaire.
En 1974, il revient à la musique et crée le groupe Tehlikeli Madde. Il compose un poème nommé Anadoluyum 75. 
En 1976, il sort son dernier disque 45 tours. Il compose une chanson pour Mahzuni Şerif et une autre pour Aşık Veysel.

### Entre 1977 et 1985
En 1977, il sort un album intitulé Not Defterimden. Cet album a reçu un prix à Varsovie[réf. nécessaire]. Cinq ans plus tard, il sort un nouvel album intitulé Zaman Zaman. En 1980, il fait la connaissance de Bülent Ortaçgil. Ensemble, ils décident de créer un projet La maison d’art Çekirdek. Ils enseigneront à plusieurs musiciens comme Yen Türkü, Ezginin Günlüğü, etc. Plus tard, des problèmes entre Fikret Kızılok et Bülent Ortaçgil entraînent la fermeture de la maison d’art Çekirdek.

### Les années 1990
Il publie un nouvel album avec des titres comme Yana Yana, Why High One Why et Bu Kalp Seni Unutur mu ?. En 1995, il sort 2 albums  Yadigar et Demirbaş. Dans ce dernier, on trouve quelques titres satiriques sur la politique. C'est à cette période qu'il tombe malade, ce qui explique sans doute la tristesse ressentie dans son album Yadigar. Il crée le premier cassette-livre en Turquie avec Deniz Som. Par la suite, ses problèmes de santé empirent. Il ne sortira plus d'albums et n’apparaîtra plus à la télévision jusqu’en 1997. Il éditera ensuite Mustafa Kemal – un journal de révolutionnaire – et un nouvel album.  Les titres Sakın Gelme ont été chantés par Mazhar Fuat Özkan et Kumsalda par Sertab Erener. Kumsalda a été édité par Sony Music en français après la mort de Fikret Kızılok, en 2002. Cette chanson s'intitule Plage égoïste en français.

### Décès
Il est frappé par une crise cardiaque en 1998 et sera sauvé in extremis par un stimulateur cardiaque. Il meurt finalement le 22 octobre 2001. Après sa mort, un documentaire lui rendant hommage est diffusé sur Dream TV.

## Discographie
Avec Cahit Oben 4
- I Wanna Be Your Man / 36 24 36 (1965)
- Silifke'nin Yoğurdu / Hereke (1965)
- Makaram Sarı Bağlar / Halime (1965)

Avec 3 Veliaht
Belle Marie / Kız Ayşe (1965)
En solo
- Ay Osman - Sevgilim / Colours - Baby (1966)
- Uzun İnce Bir Yoldayım / Benim Aşkım Beni Geçti (1969)
- Yağmur Olsam / Yumma Gözün Kör Gibi (1970)
- Söyle sazım / Güzel Ne Güzel Olmuşsun
- Vurulmuşum / Emmo (1972)
- Gün Ola Devran Döne / Anadolu'yum (1973)
- Leylim Leylim (Kara Tren) / Gözlerinden Bellidir
- Köroğlu Dağları / Tutamadım Ellerini
- Bacın Önde Ben Arkada / Koyverdin Gittin Beni
- Aşkın Olmadığı Yerde / İnsan mıyım Mahluk muyum Ot muyum
- Haberin Var mı / Kör Pencere - Ay Battı (1975)
- Anadolu'yum '75 / Darağacı
- Biz Yanarız / Sen Bir Ceylan Olsan (1976)

Avec Tehlikeli Madde
- Aşkın Olmadığı Yerde / İnsan mıyım Mahluk muyum Ot muyum (1974)
- Haberin Var mı / Kör Pencere / Ay Battı (1974)

En Solo
- Not Defterimden (1977)
- Zaman Zaman (1983)
- Yana Yana (1990)
- Olmuyo Olmuyo (Düşler)  (1992)
- Demirbaş (1995)
- Yadigar (1995)

Avec Bülent Ortaçgil
- Biz Şarkılarımızı... (1985)
- Pencere Önü Çiçeği (1986)
- Büyükler İçin Çocuk Şarkıları (2007)
- 68'ler (1992)
- 68'ler 2 (1993)
- Gün Ola Devran Döne 68-71 (1999)
- Dünden Bugüne (2002)
- Fikret Kizilok (Singles 1970-1974)  (2005)

Cassettes avec albums
- Demirbaş (1995)
- Vurulduk Ey Halkım... (1996)
- Bir Devrimcinin Güncesi (1999)

Comportant les albums :
- Karışık Aranjmanlar (avec Emmo et Vurulmuşum)  (1972)
- Bosporus Bridges - A Wide Selection of Turkish Jazz & Funk 1968-1978 (2006)
- International Sad Hits - Volume One: Altaic Language Group (avec Yeter Ki, Güzel Ne Güzel Olmuşsun, Fark Etmeden, Anadolu'yum)  (2006)
- Edip Akbayram / Fikret Kızılok (avec Yumma Gözün Kör Gibi, Yağmur Olsam, Söyle Sazım, Güzel Ne Güzel Olmuşsun) (2006)

Ses chansons importantes
- Bu Kalp Seni Unutur mu?
- Yeter ki
- Zaman Zaman
- Gönül
- Sevda Çiçeği
- Gecenin Üçünde
- Gidiyorsun